# Eugène Dubois
Marie Eugène François Thomas Dubois, mais conhecido como Eugène Dubois (Eijsden, 28 de janeiro de 1858 – Haelen, 16 de dezembro de 1940) foi um paleoantropólogo e geólogo holandês. 
Ganhou projeção mundial ao descobrir o Pithecanthropus erectus (posteriormente reclassificado como Homo erectus), chamado popularmente de Homem de Java. Sua coleção paleontológica e arquivos científicos estão depositados no Naturalis, em Leiden. Inicialmente ele foi ridicularizado e rejeitado pela comunidade científica ao apresentar suas descobertas e acabou escondendo os fósseis e se recusou a estudá-los pelos próximos 20 anos. Obcecado por descobrir o "elo perdido" entre os hominídeos os seres humanos, dedicou-se a ponto de afetar sua família e amigos, até a carreira.

## Biografia
Dubois nasceu e cresceu na vila de Eijsden, em 1858. Era filho de Jean Joseph Balthasar Dubois, um boticário e farmacêutico, e Maria Catharina Floriberta Agnes Roebroeck. Jean depois chegou a ser prefeito de Eijsden. A influência e o interesse em história natural e ciência veio de seu pai e grandes avanços científicos foram feitos na época. Na Alemanha os restos de um hominídeo, posteriormente identificado como Neanderthal, foi encontrado no vale do rio Neander e Charles Darwin acabara de publicar A Origem das Espécies.
Ainda criança, ele tinha o costume de explorar as cavernas da região, onde encontrava itens para sua coleção como insetos, conchas, rochas, plantas e crânios de animais. Entre os 12 e 13 anos, estudou na cidade de Roermond, onde teve aulas sobre a nova teoria da evolução, lecionada pelo biólogo alemão, Carl Vogt.
Resistindo aos planos de seu pai de seguir seus passos como farmacêutico, Dubois, encorajado por seus professores, decidiu estudar medicina, na Universidade de Amsterdã, em 1877. Lá pode estudar anatomia e desenho de partes anatômicas em renomadas escolas de artes abertas na mesma época. Em 1884, ele se formou no curso de medicina, casando-se no mesmo ano, e recusou um convite da Universidade de Utrecht para lecionar. Ele acabou aceitando o convite de seu professor de anatomia, Max Fürbringer, de trabalhar com pesquisa acadêmica. Entre 1881 e 1887, estudou anatomia comparada e se tornou assistente de Fürbringer. Em 1885, estudou a laringe dos vertebrados, o que o levou a desenvolver uma hipótese sobre a evolução deste órgão.

## Carreira
Dubois escreveu um artigo sobre a anatomia da baleia para o livro do zoólogo alemão Max Carl Wilhelm Weber e, inspirado pelas descobertas dos fósseis de neandertais na Bélgica, Dubois passou suas férias escavando fósseis na região próxima de sua cidade natal. Em uma mina próxima a Rijckholt, onde uma antiga mina de sílex tinha sido descoberta em 1881, Dubois encontrou alguns crânios pré-históricos.
Alegando que as origens dos hominídeos deveria ser nos trópicos, em 1887 ele se alistou no Exército Holandês como médico e conseguiu um posto nas Índias Orientais Holandesas, hoje a Indonésia, para o desagrado de seus colegas. Sua esposa e sua filha recém nascida tiveram que se mudar para a ilha de Sumatra, em sua busca pelo "elo perdido" da evolução humana, o que abalou muito a relação familiar. Após perder vários anos em expedições fracassadas e de ter vários atritos com seus colegas, Dubois decidiu se mudar para Java, onde um crânio de hominídeo foi encontrado perto de Wadjak.
Em setembro de 1890, Dubois e sua equipe encontraram um fóssil de hominídeo em Koedoeng Broeboes. Nos anos seguintes, Dubois escavaria o restante do esqueleto do que ele apelidou de "Homem de Java". As condições de Java eram muito difíceis para a família de Dubois e sua esposa perdeu um filho devido à febre tropical, provavelmente febre amarela.
Dubois publicou suas descobertas, descrevendo o Homem de Java como sendo uma espécie intermediária de hominídeo. Quando Dubois e a família estavam voltando para a Europa, eles foram pegos por uma tempestade e o navio quase afundou. Dubois salvou seus espécimens porque amarrou as caixas junto do corpo. Ao chegar na Europa, Dubois esperava que sua descoberta fosse recebida com entusiasmo, mas o que encontrou foi desconfiança, ceticismo e descrença. Alguns cientistas aceitaram sua explicação, mas a maioria não. A controvérsia durou anos, chegando ao começo do século XX.
Várias controvérsias foram levantadas com sua descoberta. Dubois, originalmente, encontrou um pedaço de crânio e uma mandíbula, mas depois adicionou um fêmur, que ele alegava ter sido confundido com outra espécie no local da descoberta. Esse fato, para alguns cientistas, indicava que sua descoberta tinha sido fabricada, pois alguns antropólogos acreditavam que o fêmur pertencia a um hominídeo mais recente que o Homem de Java.
Em 1897, Dubois recebeu um doutorado honorário em botânica e zoologia pela Universidade de Amsterdã e em 1899 foi indicado como professor de cristalografia, mineralogia, geologia e paleontologia. Em seus próximos 20 anos Dubois trabalhou em diferentes áreas, em especial no estudo da proporção do tamanho do cérebro e do peso corporal.
Quando esqueletos de hominídeos foram encontrados nas décadas de 1920 e 1930 que tinham grandes semelhanças com o Homem de Java, as descobertas de Dubois se tornaram o centro de um caloroso debate acadêmico. Dubois defendeu fervorosamente seus fósseis, tanto que acabou isolado da comunidade acadêmica. Sua relutância em aceitar a existência de outros fósseis fez sua esposa pedir o divórcio, seu melhor amigo deixou de apoia-lo e seus colegas o deixaram para lutar uma batalha solitária.

## Aposentadoria e morte
Dubois se aposentou em 1928, mas permaneceu ativo na comunidade científica, defendendo seus fósseis fervorosamente. Ele morreu em 16 de dezembro de 1940, em Haelen, aos 82 anos, sozinho e incompreendido. Ele foi sepultado no Cemitério Centrla de Venlo, nos Países Baixos.